# Магдалин
Магда́лин (бел. Магдалін) — деревня в Кобринском районе Брестской области Белоруссии. Входит в состав Киселевецкого сельсовета.
По данным на 1 января 2018 года население составило 795 человек в 282 домохозяйствах.
В деревне расположены дом культуры, фельдшерско-акушерский пункт и магазин.

## География
Деревня расположена в 6 км к юго-востоку от города и станции Кобрин, в 49 км к востоку от Бреста, на автодороге М1 Брест-Минск.
На 2012 год площадь населённого пункта составила 4,12 км² (412 га).

## История
Населённый пункт известен с 1890 года как имение С. Туминской и С. Закржевской . В разное время население составляло:
- 1999 год: 220 хозяйств, 580 человек;
- 2005 год: 243 хозяйства, 638 человек;
- 2009 год: 669 человек;
- 2016 год[2]: 268 хозяйств, 757 человек;
- 2019 год[1]: 754 человека.